# Přebor Středočeského kraje 2020/2021
Ondrášovka krajský přebor (jednu ze skupin 5. fotbalové ligy) hrálo v sezóně 2020/2021 16 klubů. Sezóna byla po 8. kole z důvodu celosvětové pandemie nemoci covid-19 opět předčasně ukončena. Vítěz pro tento ročník nebyl vyhlášen.

## Systém soutěže
Kluby se měly v soutěži střetnout každý s každým dvoukolovým systémem podzim–jaro a odehrát tak celkem 30 kol. Nakonec se stihlo odehrát pouze 8 kol než byla soutěž zrušena a nikdo ze soutěže nepostoupil ani nesestoupil.

## Nové týmy v sezoně 2020/21
- Z I. A třídy postoupila mužstva SK Tochovice (vítěz skupiny A) a SK Český Brod B (2. místo ve skupině B).
- Klub SK Hvozdnice se po sloučení s TJ Štěchovice změnil na Povltavská fotbalová akademie B[2].

## Výsledná tabulka (po 8 kolech)
| Poř. | Tým                             | Z | V | VP | PP | P | VG | OG | B  |
| ---- | ------------------------------- | - | - | -- | -- | - | -- | -- | -- |
| 1.   | TJ Klíčany                      | 8 | 7 | 0  | 1  | 0 | 33 | 8  | 22 |
| 2.   | FC Velim                        | 8 | 6 | 1  | 0  | 1 | 21 | 13 | 20 |
| 3.   | TJ SK Hřebeč                    | 8 | 5 | 1  | 0  | 2 | 15 | 12 | 17 |
| 4.   | Povltavská fotbalová akademie B | 9 | 5 | 1  | 0  | 3 | 22 | 20 | 17 |
| 5.   | SK Tochovice                    | 7 | 4 | 1  | 1  | 1 | 20 | 12 | 15 |
| 6.   | FK Dobrovice                    | 8 | 4 | 0  | 0  | 4 | 19 | 14 | 12 |
| 7.   | TJ Sokol Nespeky                | 8 | 3 | 0  | 2  | 3 | 19 | 16 | 11 |
| 8.   | SK Český Brod B                 | 8 | 3 | 0  | 1  | 4 | 12 | 16 | 10 |
| 9.   | FK Slovan Lysá nad Labem        | 8 | 2 | 2  | 0  | 4 | 12 | 18 | 10 |
| 10.  | FK Komárov                      | 6 | 3 | 0  | 0  | 3 | 16 | 13 | 9  |
| 11.  | FK Bohemia Poděbrady            | 7 | 2 | 1  | 1  | 3 | 13 | 13 | 9  |
| 12.  | FK Kosoř                        | 7 | 3 | 0  | 0  | 4 | 13 | 15 | 9  |
| 13.  | SK Posázavan Poříčí nad Sázavou | 8 | 2 | 1  | 0  | 5 | 16 | 20 | 8  |
| 14.  | FC Sellier & Bellot Vlašim B    | 7 | 2 | 0  | 0  | 5 | 9  | 15 | 6  |
| 15.  | AFK Tuchlovice                  | 8 | 2 | 0  | 0  | 6 | 12 | 33 | 6  |
| 16.  | SK Lhota                        | 9 | 1 | 0  | 2  | 6 | 8  | 22 | 5  |

Poznámky:
- Z = Odehrané zápasy; V = Vítězství; VP = Vítězství po penaltách; PP = Prohry po penaltách; P = Prohry; VG = Vstřelené góly; OG = Obdržené góly; B = Body
- SK Tochovice nahradí v Divizi odhlášený SK Polaban Nymburk[3].

|  | Postup do příslušné Divize (A, B nebo C) |
|  | Sestup do příslušné I. A třídy           |